# Großsteingrab Groß Reken
Das Großsteingrab Groß Reken (auch Großsteingrab Reken-Maria Veen oder Großsteingrab im Sandheck genannt) war eine megalithische Grabanlage der jungsteinzeitlichen Trichterbecherkultur in Maria Veen, einem Ortsteil von Reken im Kreis Borken (Nordrhein-Westfalen). Es wurde zwischen Mitte des 19. Jahrhunderts und 1930 sukzessive zerstört.

## Lage
Das Grab befand sich westlich von Maria Veen auf einem Dünenzug bei Sandheck. Sein exakter Standort ist unbekannt. Überliefert ist der Flurname Die hilligen Hölteken bzw. Die hilligen Kämpe. Nach Hubert Tenbohlen könnte sich diese Stelle südlich von Sandheck am Rand eines Waldstücks befunden haben. Hier erfolgten bis 1930 Rodungsarbeiten für die Felderweiterung. Außerdem gibt es hier noch die Flurbezeichnung Kleine Kämpchen. In dem Waldstück befinden sich noch mehrere bronzezeitliche Grabhügel.

## Forschungsgeschichte
Nach Aussagen von älteren Anwohnern, die 1937 aufgenommen wurden, begann die Zerstörung des Grabs Mitte des 19. Jahrhunderts. Die Steine wurden für Gebäudefundamente verwendet. Die letzten Steine wurden 1930 entfernt. Einige Steine waren in einem Schafstall verbaut worden, der 1952 abgerissen wurde. Die Steine wurden daraufhin durch den Schützenverein Middelbauerschaft zur Verschönerung der Anlagen des Ehrenmals in Maria Veen verwendet. Weitere Steine, die möglicherweise dem Großsteingrab zuzuordnen sind, tauchten 2006 auf, als ein 1843 errichtetes Wohnhaus abgerissen wurde.
2007 führten die LWL-Archäologie für Westfalen und das Geophysikalische Institut der Universität Münster geophysikalische Messungen im Bereich des vermuteten Standorts des Grabes durch, die aber kein eindeutiges Ergebnis erbrachten.

## Beschreibung
Über Maße, Orientierung und den genauen Grabtyp liegen keine Angaben vor. Es dürfte sich aber um eine größere Anlage gehandelt haben. 1930 waren noch neun Steine vorhanden, ursprünglich waren es wohl deutlich mehr.

## Funde
Bei der Abtragung der Anlage wurden immer wieder Keramikgefäße gefunden, von denen die meisten aber verschollen sind. Erhalten ist lediglich eine 10 cm hohe Kragenflasche. Sie befindet sich heute im Außenmagazin des LWL-Museums für Archäologie in Münster-Coerde.